# Budislav Třemšínský
Budislav Třemšínský, rodným jménem Gustav Bach (28. listopadu 1841, Lnáře u Blatné – 28. ledna 1883, Praha) byl český publicista, vlastenecký básník a překladatel.

## Život
Narodil se v obci Lnáře v rodině lékaře Matěje Bacha, matka mu krátce po narození zemřela. Vyrůstal pod vlivem otcovy vlastenecké výchovy. Od roku 1851 navštěvoval Německé gymnázium v Plzni a po maturitě vystudoval v letech 1861-1865 práva na Karlo-Ferdinandově univerzitě v Praze.
Po skončení studií žil nějaký čas v Praze i na venkově z peněz, které zdědil po rodičích, později byl nucen vstoupit do státní služby. Působil jako právník v některých pohraničních městech, kde se pro své vlastenecké smýšlení dostával do konfliktů a musel snášet i ústrky.
V 70. letech pracoval jako účetní oficiál finančního zemského ředitelství v Praze. V červnu roku 1879 se oženil s Annou Červenou, později spolu měli dceru, Marii. Zemřel ve Všeobecné nemocnici v Praze.
Své umělecké jméno si zvolil podle vsi Budislavice, odkud měli pocházet jeho předkové, a podle vrchu Třemšín, o kterém psal ve svých básních.

## Dílo
Jako prozaik debutoval roku 1858 v píseckém časopise Poutník od Otavy, kde také vydal své Pověsti lnářské pojednávající o okolí Lnář. Redigoval časopisy Blesk (1864) a Šotek (1867) a společně s Eduardem Justem vydal sborník humoru a satiry Rarášek (1865).
Časopisecky publikované vlastenecké, lyrické, přírodní, milostné, satirické i epické básně shrnul roku 1868 do své jediné básnické sbírky Básně Budislava Třemšínskeho, kterou vydal vlastním nákladem a jejíž čistý výnos věnoval Národnímu divadlu. Zvláštní oddíl je ve sbírce věnován překladům (Goethe, Heine, Petofi).
Z němčiny také přeložil Goethovu tragédii Klavigo (obsaženo ve sborníku Divadelní ochotník, Praha: Slovanské kněhkupectví 1863) a veselohru Občan generálem, která zůstala v rukopise. Jeho básnické dílo nedosáhlo sice úrovně tvorby májovců, ale je cenným svědectvím o atmosféře 60. let 19. století.